# 弗里德里希·哈耶克
弗里德里希·奥古斯特·冯·哈耶克，CH（德語：Friedrich August von Hayek，1899年5月8日—1992年3月23日），奧地利-英國经济学家、自由主義思想家，1974年诺贝尔经济学奖得主。
哈耶克的学术生涯主要任教于英国伦敦政治经济学院、美国芝加哥大学以及德国弗赖堡大学，他被廣泛視為奧地利經濟學派最重要的成員之一，但与芝加哥经济学派关系密切。他所提出的價格信號在協助經濟裡的個體協調經濟活動上的角色一理論，被認為是經濟學的重大突破。哈耶克在1974年和他理論的對手贡纳尔·默达尔一同獲得了诺贝尔经济学奖，以「表揚他們在货币政策和商業週期上的開創性研究，以及他們對於經濟、社會和制度互動影響的敏銳分析。」
哈耶克也是20世紀最重要的政治思想家之一，他對於法学、系統思維、思想史、认知科学領域也有相當重要的貢獻。他坚持古典自由主义、个人主义、自由市場資本主義，反对社会主义、极权主义、凱恩斯主義和集體主義，其著作《通往奴役之路》累计销售量超过200万册（截止2010年）。1947年，他主持创建了朝圣山学社。1984年，哈耶克获颁英国的名誉勋位，以表彰其对经济学研究的贡献。1991年，美國總統喬治·赫伯特·沃克·布希頒給哈耶克美國總統自由勛章，以表揚他「終身的高瞻遠矚」。

## 生平

### 早年
1899年5月8日，哈耶克生於奥匈帝国首都維也納一個知識份子貴族家庭。祖父和外祖父均是大學教授，他的父親在帝國政府的健保機構裡擔任醫生，还發表过植物學論文。他父親家庭因為世代對國家的貢獻，受封贈波希米亞的貴族銜。
哈耶克是哲學家路德维希·维特根斯坦的表弟，他的母親經常帶他到维特根斯坦家中，兩人也因此相識，後來维特根斯坦在1921年發表《邏輯哲學論》時，哈耶克是最先看了此書草稿的人之一。哈耶克說维特根斯坦的哲學和研究方式對他後來的學術生涯有很大影響。哈耶克後來回憶當他與维特根斯坦一同在第一次世界大戰中當軍官時，兩人經常進行的許多哲學討論。
1916年底，因為一個教師的課程，哈耶克開始被亞里斯多德的倫理學理論深深吸引。哈耶克的父親認為亞氏的理論落後、錯誤，故找了許霍·德弗里斯的進化理論，以及路德維希·安德列斯·費爾巴哈的哲學著作給哈耶克閱讀。當時他還未開始了解經濟學，大多是看一些社會主義相關的小冊子，而最初的經濟學想法就是來源自拉特瑙的作品。十六、七歲左右，哈耶克對戲劇產生了很大興趣，常去維也納國家劇院看戲，並且開始讀戲劇。
1917年，哈耶克沒有讀完大學預科便於3月加入了奧匈帝國武裝部隊，被分派到一個砲兵團擔任士官長，並且在義大利戰線服役。服役期間哈耶克大多數的任務是在偵查飛機上擔任觀測員，他的左耳也因此在這段期間出現聽力障礙的問題，並且因為他在任務中的勇敢表現而獲頒獎章。哈耶克在這段期間也感染了流感。
戰後哈耶克決定在學術界發展，希望研究出如何阻止未來戰爭悲劇的發生。哈耶克後來對此說道：「讓我決定成為學者的最關鍵因素是第一次世界大戰，那場戰爭讓我開始重視政治結構的問題」。哈耶克決定要透過學術發展來打造一個更好的世界。

### 求学生涯
1918年11月，哈耶克入讀維也納大學。並且分別在1921和1923年獲頒法學和政治學博士學位，他同時也學習了哲學、心理學、和經濟學。同一時間哈耶克也在一間研究人腦結構的機構進行研究，花費許多時間將實驗腦細胞染色，這段期間累積的經驗加上他本身對恩斯特·馬赫理論的興趣，使哈耶克開始進行了他第一個研究计划，但並沒有馬上發表，直到後來到了1951年才被以《感覺的秩序》（The Sensory Order）為標題發表。在這段期間哈耶克也不斷與維也納的一些社會學、歷史學、神經科學、經濟學等領域的學者聚會，稱為「心靈圈」的小團體，其成員包括了阿爾弗雷德·舒茨、弗里茨·馬赫盧普等人。
在維也納大學的期間，卡爾·門格爾在解釋社會科學上的理論、以及弗里德里希·馮·維塞爾獨特的授課方式對哈耶克產生了很大的影響。他還短暫參加了一段時間的德國民主黨。在哈耶克完成他的畢業考試後，維塞爾推薦路德維希·馮·米塞斯雇用他擔任奧地利政府的法律和經濟學專員，協助政府處理在第一次世界大戰後留下的，國際條約上有關法律和經濟的問題。他也在1923年至1924年之間，擔任纽约大学教授精琪的研究助理，幫他整理美國整體經濟的資料以及聯邦準備系統的數據。原先哈耶克相當同情維塞爾抱持的民主社會主義政治傾向，然而，在讀過米塞斯的《社會主義》一書後哈耶克便拋棄了社會主義的思考方式，轉向門格爾的古典自由主義。同一時期他開始到米塞斯的私人課堂上聽課，與他一起聽課的還有弗里茨·馬赫盧普等人。

### 伦敦政治经济学院
在米塞斯的推薦下，哈耶克于1927年創辦了「奧地利商業週期研究中心（Austrian Institute for Trade Cycle Research）」並擔任所長，接著在1931年應英國經濟學家羅賓斯爵士的邀請前往倫敦政治經濟學院任教。哈耶克到達英國不久之後便成為在英語國家經濟學界享有很高的名氣，並被公認為世界上最重要的經濟理論家之一，並且在同一時期影響了眾多後來成為知名經濟學家的學生，包括了約翰·希克斯。
在1932年，哈耶克與約翰·梅納德·凱因斯在泰晤士報上展開了一場辯論，他和羅賓斯爵士一同主張應該透過私人企業對於公共領域的投資來增強英國的經濟協調，而不是透過政府出資的公共建設計畫。凱因斯與哈耶克在其他經濟學的理論上其實是所見相同的，他們只有在財政和貨幣政策上有明顯的差異。
哈耶克在倫敦政治經濟學院任教直至1950年，哈耶克教過的學生包括了威廉·阿瑟·劉易斯、羅納德·科斯、約翰·加爾布雷斯、尼古拉斯·卡爾多等人。在奧地利被納粹德國侵吞後，哈耶克不願意再返回已經是納粹黨執政的奧地利地區。他在1938年成為了英國公民，並終身使用這個公民籍，雖然他在1950年後就沒有在英國居住了。哈耶克在1950年搬到美國，並在那裡住到1962年，後來又到西德一段時間，也回他的出生地奧地利共和國居住了短暫的時間。

### 通往奴役之路
哈耶克對當時英國學術界普遍將法西斯主義視為是因應資本主義而產生的反動運動的這種看法相當質疑，在二次世界大戰方酣期間，他於1944年出版了《通往奴役之路》一書，成為他最知名的著作之一。這本書的名稱靈感是來自於亞歷西斯·德·托克維爾著作裡所寫的「通往奴役的道路」一詞。這本書一出版便成為為當時最熱門的暢銷書，由於戰期的紙張限制配給，該書在書店上架很快就被一掃而空，導致一書難求，哈耶克將之稱為「得不到的書」。芝加哥大学緊接著在同年於美國出版此書，結果比在英國還要更受歡迎，成為當時的公眾話題之一，讀者文摘還在1945年4月出版了一本精簡的版本，提供給學術界以外的大眾閱讀。
經濟學家瓦特·布拉克稱《通往奴役之路》是一本「對中央計畫的宣戰書」，儘管此書仍對於完全的自由市場和自由放任持有保留態度。哈耶克在書中主張社會主義一定会有一個中央的經濟計畫，而這種計畫經濟最終將會導致極權主義，因為被賦予了強大經濟控制權力的政府也必然會擁有控制個人社會生活的權力。哈耶克主張在一個自由社會下，政府可以扮演適當的協調角色，進行一定限度的政策干預，例如工時限制、以及替市場建立公開的資訊平台。然而，當政府的中央計劃開始延伸到一些人們無法有一致看法的領域，例如「要生產多少麵包」或「要生產什麼風格的服飾」時，衝突便不可避免。隨著政府計劃的越來越多，經濟也越來越混亂，最後結果便會導致獨裁和極權政府（奴役）的產生。
瓦特·布拉克認為哈耶克為了讓此書吸引當時最多的讀者認同，他在書中做出了許多的讓步，放棄了許多他對自由市場的支持，也因此與他的整體哲學產生了許多矛盾的地方。儘管如此，此書仍然被廣泛認為是對計畫經濟的經典批判，同時也是發揚個人主義和古典自由主義的名著。

### 芝加哥大学
哈耶克在1950年離開倫敦政治經濟學院，前往芝加哥大學任教。由於哈耶克的名氣，他在芝加哥大學的第一堂有關哲學的講課吸引了大量聽課學生，包括了恩里科·費米等科學家。他在這段時間的研究包括了哲學、經濟學、政治哲學、思想史等領域，他在這段時間進行的經濟學研究至今仍未被發表。當時哈耶克的經濟學理論被認為太激進了，也因此芝加哥的經濟系所一直拒絕讓哈耶克成為他們的一份子。虽然哈耶克並不是後來形成的芝加哥經濟學派成員之一，但他對芝加哥學派的眾多理論比如貨幣流動的速率產生關鍵性的影響，与该学派的诸多人物来往甚密，主要包括亚伦·戴雷科特、米尔顿·弗里德曼等。
在編輯了一本有關約翰·斯圖爾特·密爾私信的書後，哈耶克開始撰寫一本有關自由秩序的書，這本書後來成為《自由秩序原理》，並且在1959年5月完稿，於1960年2月出版。在書中哈耶克論述的主題在於要如何「減少社會上人與人之間彼此施加的強迫」。不過此書並沒有吸引如同16年前《通往奴役之路》一般的廣泛注意。1962年，哈耶克离开芝加哥大学。

### 弗賴堡大學、加州、薩爾斯堡
從1962年到他於1968年退休之間，哈耶克成為西德弗賴堡大學的教授，在這段期間他也開始寫作他的下一本書《法、立法與自由》（ Law, Legislation and Liberty），哈耶克認為他在弗賴堡的幾年相當的充實。在他退休之後，他又在加州大學洛杉磯分校擔任了一年的訪問教授，在研究所教授有關社會科學的哲學。哈耶克在1970年完成了《法、立法與自由》的初稿，但他後來會持續修改，並且將書分成三卷，在1973、1976、和1979年分別出版。
他在1969年至1977年之間擔任萨尔茨堡大学的客座教授，他後來對此決定感到後悔，認為薩爾茨堡大學的經濟系所規模相當小，同時也沒有充足的圖書館。
在那之後哈耶克回到了弗賴堡，並在那裡居住到他去世為止。哈耶克在1992年於德國弗賴堡去世，並且被埋葬在維也納北郊德布灵区的诺伊施蒂夫特安瓦尔德（Neustift am Walde）墓園。

### 荣誉奖项
1974年10月4日，瑞典皇家科學院宣布哈耶克是當年的諾貝爾經濟學獎得主，與他同時獲得該獎項的還有瑞典的社會主義經濟學家贡纳尔·默达尔，諾貝爾獎委員會稱此獎是要「表揚他們在货币政策和商業週期上的開創性研究，以及他們對於經濟、社會和制度互動影響的敏銳分析。」。哈耶克對於獲頒此獎相當驚訝，並且他認為委員會之所以把他與默达尔並列，純粹是為了要同時兼納政治光譜兩邊的人，以此來顯現中立性。
在1974年12月的諾貝爾獎頒獎典禮上，哈耶克認識了蘇聯的持不同政見者亞歷山大·索忍尼辛，他後來還會寄送一本《通往奴役之路》給索忍尼辛，儘管索忍尼辛在頒獎典禮演講上潑冷水的稱獲得如此重大的獎項會負面影響一個經濟學家的特質。獲得諾貝爾獎對於當時在學術界發展和名聲都很大程度被忽略的哈耶克是一大轉折點，後來寫作他傳記的作家稱這是他「起死回生的一年」。
在1980年，出生為天主教徒、但卻抱持不可知論的哈耶克獲得若望·保祿二世的接見，以進行「討論他們各自領域的觀點、對天主教和科學之間的關係進行交流，並且讓教宗可以藉由諾貝爾獎得主認識重要的議題。」
經過英國首相瑪格利特·撒切尔推薦，哈耶克在1984年獲得英國女王伊麗莎白二世頒發名譽勳位，以獎勵他「在經濟學上的研究貢獻」。在與女王20多分鐘的會面後，哈耶克後來稱這是他「一生中最快樂的一天」，並且稱女王「對我是如此的平易近人而又親切，有如她對我一生瞭若指掌一般。」
另外，在1991年美國總統喬治·赫伯特·沃克·布希頒給哈耶克美國總統自由勛章，以表揚他「終身的高瞻遠矚」。

## 政治影响

### 英國政治
1975年2月，柴契爾夫人被選為英國保守黨的領導人，不久便和哈耶克進行了一次會面。撒切尔在數十年的政治生涯中，只有在1975年夏天造訪該黨研究政策和議題的「保守黨研究部」一次，當時該研究部的一個演講者向撒切尔介紹一份政策簡報，主張避免極左和極右的「中間道路」是最適合保守黨的路線，在他還沒講完之前撒切尔便打斷他，從公事包裡拿出了一本哈耶克的《自由秩序原理》，高舉這本書讓大家看見，「這本書」，她堅定的說道，「就是我們所相信的」，並且重重的將書敲擊講桌上。
哈耶克在1977年對英國自由黨和工黨的結盟大力批評，他在泰晤士報的文章上寫道：「身為一個一生大半時間都在研究自由主義歷史和原則的人，我想我應該指出自由黨因為促成社會主義政府的存在而失去了他們所有『自由主義』的成分，再沒有自由黨人可以正經的稱他自己是『自由主義者』。」

### 世界政治
美國總統隆納·雷根將哈耶克列為是影響他的政治哲學的最重要的兩三個人之一，並且還邀請哈耶克到白宮來與他面談。在1970和1980年代之間，哈耶克的寫作對許多活在共產鐵幕下的中歐國家的反對運動領導人產生重大影響，
世界上再沒有人如同弗里德里希·哈耶克一般，對鐵幕裡的知識分子產生如此龐大的影響。他的書的翻譯本在那些國家的黑市被廣泛流傳和閱讀，最後形成了導致蘇聯解體的公眾輿論環境。
——米爾頓·傅利曼，芝加哥經濟學派經濟學家、諾貝爾經濟學獎得主
我25歲時正攻讀經濟學的博士學位，也因此被允許在義大利的拿坡里待了六個月。那段時間我讀了許多西方的經濟學教科書，也讀了哈耶克等人的著作。當我回到捷克斯洛伐克時，我已經開始了解市場的原則。到了1968年，我領悟到了布拉格之春雖然是政治上的自由派，但卻有著根本錯誤的經濟路線。
——瓦茨拉夫·克勞斯，捷克共和國前總統

## 学术理論

### 景氣循環
哈耶克的分析是根基於歐根·博姆-巴維克的「平均生產期間」的概念上，以及博姆-巴維克解釋貨幣政策可能對生產週期造成的影響。在後來1945年出版的《知識在社會中的運用》（The Use of Knowledge in Society）一書中，哈耶克主張由於中央銀行壟斷貨幣供給，進行決策的那些政府官僚根本沒有辦法獲得可以正確管理貨幣供給的資訊、就算有這種資訊也沒有辦法準確的做出回應。
羅賓斯爵士在1929年成為倫敦政治經濟學院的院長，他希望改變當時由劍橋大學支配的、以阿爾弗雷德·馬歇爾著作為主流的經濟學環境，引進更多不同的思考方式。他於是邀請哈耶克在1931年到倫敦政治經濟學院任教，同時哈耶克也把奧地利學派的景氣循環理論引進了英語世界。依據尼古拉斯·卡爾多的說法，哈耶克依據時間-資本結構所進行的景氣循環分析在剛發表時「讓整個經濟學界為之震驚」同時也改變了原先劍橋大學在總體經濟學上的壟斷地位。
哈耶克也對同時期崛起的約翰·梅納德·凱因斯和其凱恩斯主義做出批判。

### 經濟計算問題
哈耶克是20世紀學術界對於集體主義的主要批評者之一。哈耶克相信所有形式的集體主義（即使是那些在理論上根基於自願合作的集體主義形式亦然）最終都只有可能以中央集權的機構加以維持。在他的著名著作《通往奴役之路》（1944）和其他作品裡，他认为社會主義一定会有一個中央的經濟計畫，而這種計畫經濟最終將會導致極權主義，因為被賦予了強大經濟控制權力的政府也必然會擁有控制個人社會生活的權力，如此一來才能把經濟體裡的各種層面資料和決定權集中到計畫者的手中。
以路德維希·馮·米塞斯等人的著作為基礎，哈耶克主張在計畫經濟下必然會出現某個特定的個人或團體「計畫者」，必須決定資源的分配，因此掌握了經濟體裡資源分配的權力，然而這些「計畫者」是永遠無法獲得足夠資訊來正確分配資源的，這種問題又被稱為經濟計算問題。事實上馬克斯·韋伯之前就提出過類似理論，他認為若要有效的分配資源的流動和使用，自由市場裡的價格機制是不可或缺的。
在1945年的《知識在社會中的運用》一書中，哈耶克主張自由的價格機制在一個市場中扮演了交換和同步化各種市場資訊的功能，無論是在個體上、地區上、整體經濟上的層次都是如此，這種資訊的流動使得經濟體裡的每個參與人都可以透過一種自發性的過程進行自我組織。哈耶克將這種自由的價格機制與中央計劃經濟下被控制了的價格相比，他主張只有在自由價格機制下經濟體才能有效的對時間和地點等因素的改變作出迅速回應。
在自由市場下，價格決定了生產的方向，消費者個體都有能力決定他們是否要花錢在某個商品或服務上。價格對生產者（和潛在的投資者）來說包含了最重要的經濟訊息－亦即某產品的供給度和需求度，由此他們才能作出對策，消除市場裡的短缺或剩餘，並從中獲利。米塞斯和哈耶克認為這是維持有效經濟組織唯一可行的途徑，而既然社會主義經濟下缺乏一個可以理性分配資源的方式，他們認為採取社會主義的國家必然走向經濟崩壞、混亂和貧窮。支持經濟計算問題論點的人認為這是對於社會主義經濟的終極駁斥，並且主張此理論說明了為何社會主義計畫經濟都不會成功。這場論爭從1920年代持續到1930年代，在經濟歷史學上，此段時期被稱為是「社會主義計算論戰時期」。
哈耶克的理論也影響了後來奧利弗·威廉姆森對於市場和非市場兩者之間在決策上的本質差異研究，威廉姆森後來也因此獲得諾貝爾經濟學獎。哈耶克用「交易經濟」一詞來描繪一種「由自願合作所構成的自我組織系統」，他對於價格機制在影響經濟活動上的研究也成為後來他獲得諾貝爾經濟學獎時被列舉的貢獻之一。

### 自發性秩序
哈耶克認為自由價格機制并不是有意识的发明（即，由人們刻意加以設計出的），而是受领导于自发秩序——或者是苏格兰哲学家亚当·福格森提出的「产生于人类行为，却并非由人类所设计」的秩序。也因此，哈耶克在他提出的價格信號理论中，將價格機制视为与人类語言同等重要。這樣的思考使他開始推測人類的腦袋如何容納這些行為。在1952年的《感覺的秩序》中，他主張是联结主义的假設形成了神经网络和許多現代神經生理學的基礎。
哈耶克在他1988年出版的《致命的自负》一書中，将人類文明的誕生归功于私人財產的制度。他阐述道，价格信号是唯一一種解決經濟計算問題的方式——它驱使經濟決策者們透過隐性知识和分散知识与其他经济成员互相溝通来解决问题。新右派运动的阿兰·德·伯努瓦于Telos期刊上发表了一则高度批判性的文章，认为哈耶克“自发秩序”理论、对威权主义与的观点以及自由市场理论背后，是一个有缺陷的假设

### 社會哲學和政治哲學
虽然哈耶克最知名的是他對經濟學的貢獻，但在哈耶克的職業生涯後期他也對社會哲學和政治哲學領域作出許多貢獻，大多是從他認為人類知識有限的理論上衍生而來，以及在他理論中「自發性秩序」社會制度所扮演的角色。他主張一個以市場秩序為軸心組織的社會（之中國家所扮演的角色僅只限於保護必要的市場和個人運作安全），這便是從他對於人類知識有限的道德哲學理論所衍生的。哈耶克認為這種理想中的個人主義、自由市場政治體可以持續的進行自我調節，形成一種不需要「尋找更好的人來統治我們」的社會。
哈耶克否定社會正義的概念，他認為市場就有如一種賽局一般，宣稱比賽的結果「公不公平」是沒有意義的，他並且主張「社會正義」一詞只是一個「沒有實質內容的噱頭」。同樣的，哈耶克認為個體經過他們自身選擇和努力而在市場上所產生的結果是必然不可預測的，也因此而產生收入的分配不平均，宣稱這種差距「不公平」也是毫無意義的。哈耶克認為政府重新分配收入和資本的舉動大多都是對於個體自由的不正當侵犯，他說：「若是我們引進一套分配正義的理論，那麼一旦這種重新分配開始進行便會沒完沒了，直到整個社會都因此圍繞其發展為止。因此而產生的情況將與一個自由社會下的所有特質完全相反。」
儘管如此，哈耶克認為在一個自由社會下政府可以正當的提供一些「安全網」，比如說「向那些遭受極端貧困和飢餓的人提供一些救濟，但僅僅出自於考量到他們若沒有獲得救濟會做出的拼命行為的後果」。哈耶克同時也寫道「不會反對國家組織一個廣泛的社會保險系統」。對此Wapshott評論認為哈耶克的說法證明了他會支持一個由政府輔助或主導的全民健保體制和最基本的失業保險。哈耶克在《法律、立法与自由》裡這樣寫道：
我們也沒有理由反對國家協助個體面對一些生命上常見的危險，由於這些危險的不可預料性，很少個體可以因此做出適當的預防。當一個人生病或遭受意外時，我們所提供他們的基本救助並不會鼓勵他們因而在未來對這些危險重蹈覆轍，也不會因此而軟化了他們克服困難處境的動機。當我們在討論那些的確可以由國家提供基本保障的風險時，支持國家組織一個廣泛的社會保險體制的理由是相當有力的。當社群的行動可以幫助個體面對一些他無法預料也無法防範的災變時，我們應該採取這樣的行動。

### 科學哲學
在科学哲学理論上，哈耶克與他的好友卡爾·波普爾有眾多相同的觀點。哈耶克大力的批評所謂的科學萬能主義錯誤的將科學研究方式強加於社會科學的研究領域上，導致在實踐上產生相反的結果。通常這牽涉到在哲學上強行要求明確驗證，錯誤的認為所有科學解釋都可以簡單的用二維的線形圖表進行。哈耶克指出大多數科學都牽涉到複雜的多線形和多變數，而經濟學和非設計秩序的複雜性則有如達爾文的生物學理論一般，強加一般的科學研究方式只會造成錯誤的結果。哈耶克在他1952年的《科學的反革命——理性濫用之研究》（The Counter-Revolution of Science: Studies in the Abuse of Reason）一書和其他一些論文裡提出這些理論。

### 心理學
在（《感覺的秩序》，The Sensory Order: An Inquiry into the Foundations of Theoretical Psychology，1952）一書中他則發展出一套「赫比學習法」的學習和記憶方式，哈耶克在1920年便已經構思出這個概念，甚至還早在他學習經濟學之前。哈耶克延伸的「赫比突觸」則對全球的人腦研究有相當大的貢獻，並且持續在神經科學、認知科學、電腦科學、行為科學和心理學的領域發揮影響力直到今日。

## 学术著作
- Monetary Theory and the Trade Cycle, 1929.
- Prices and Production, 《價格與生產》,1931.
- Profits, Interest and Investment: And other essays on the theory of industrial fluctuations, 1939.
- The Road to Serfdom, 《通往奴役之路》,1944.
- Individualism and Economic Order,《个人主义与经济秩序》,1948.
- "The Transmission of the Ideals of Economic Freedom",《经济自由理想的传播》,1951.
- The Counter-revolution of Science: Studies on the Abuse of Reason,《科学的反革命》,1952.
- The Constitution of Liberty, 《自由秩序原理》（又译作《自由宪章》）,1960.
- Denationalisation of Money: The Argument Refined 《货币非国家化》，1976.[79]
- Law,Legislation and Liberty, 《法律、立法与自由》, 1978.
- The Fatal Conceit: The Errors of Socialism, 《致命的自负》, 1988.  註：《致命的自负》一書的真實作者在學界有所爭議[80]，這本書的出版版本的很大一部分有可能是由其編輯William W. Bartley所寫的，而不是當時已經健康情況惡化的哈耶克[81]。

## 長久影響
哈耶克的著作影響相當廣泛，包含了經濟學、政治學、哲學、社會學、心理學、和人類學。舉例而言，哈耶克在《通往奴役之路》一書中對於極權主義制度的真相和謬誤的討論也影響了後來對後現代主義的批評者。除了深刻影響柴契爾和隆納·雷根外，哈耶克在1990年代於東歐成為最受敬重的經濟學家之一。哈耶克對於社會主義和非社會主義的預測在蘇聯解體的過程中完全獲得證實，他也因此在前共產政權的東歐國家大為出名。哈耶克在1944年被選為英國國家學術院的成員，推薦他的人，正是與他論戰多年的對手凱恩斯。
哈耶克在經濟學發展上的影響力被廣泛的認同，也被視為是二十世紀最重要的經濟學家之一。華裔澳大利亞籍經濟學家杨小凯稱哈耶克是像孔子一样的伟大思想家，他說「哈耶克对人类思想的影响可能会与孔子思想对中国人的思想的影响一样深远和无孔不入」。許多後來獲得諾貝爾經濟學獎的經濟學家如弗農·史密斯、赫伯特·西蒙、米爾頓·傅利曼等都說哈耶克對他們的研究產生了影響。現代主流經濟學的重要人物、也是諾貝爾經濟學獎得主的保羅·薩繆爾森則說哈耶克獲得諾貝爾獎是名符其實，但他也說「主流經濟學在20世紀後半段對於哈耶克的逐漸忽視是有其歷史原因的，哈耶克的在1931年的《價格與生產》一書在獲得大量注意後馬上就掉入谷底。從歷史角度來看，哈耶克針對生產期間所寫的天書完全誤判了1927-1931年間的總體經濟學。」。然而，薩繆爾森在他後半生中50多年的學術生涯裡，幾乎都熱衷在研究如何解釋哈耶克和博姆-巴維克所提出的資本理論，並且在晚年承認他求學時的指導老師約瑟夫·熊彼特錯了，而哈耶克對社會主義經濟計劃無法成功運行的預測是正確的。
哈耶克的貢獻還包括了對於經濟均衡提出了時間的成分，並且在經濟成長、訊息經濟學、自願秩序理論等領域都有重大影響。米爾頓·傅利曼在1980年出版的暢銷書《自由選擇》裡面提到的「非正式」經濟便帶有明顯的哈耶克色彩，他利用哈耶克的理論來說價格機制如何被用來作為傳遞資訊的媒介。同時傅利曼還在他的研究所課堂上以哈耶克1945年的《知識在社會中的運用》一書為講課主題。
在評論哈耶克對當代經濟學的影響上，哈佛大學前校長勞倫斯·薩默斯如此解釋：「什麼是我們可以從今天的經濟學課程裡學到最重要的一件事？我教學中一直要讓學生了解到的一件事，就是看不見的手遠比看得到的手還要有力。經濟活動可以在沒有指揮、控制、計畫的情況下自行組織而成，這就是當今經濟學家的共識，這就是哈耶克留下給我們的教訓。」
在1947年，哈耶克和其他人一同創辦了朝聖山學社，由一群在各種學術領域反對社會主義的學者所組成。在他於1974年獲頒諾貝爾經濟學獎的演講上，哈耶克指出人類知識在經濟和社會制度上的出錯性之高，並稱他對於經濟學經常被誤導為是和物理學、化學、和醫學一般的精密科學感到憂慮，因為強加精密科學的研究方式在經濟學上將會導致不可收拾的災難性結果。
儘管對於這段關係至今仍存在許多爭議，哈耶克一生中與科學哲學家卡爾·波普爾保持了長期的友誼關係，兩人也都是來自維也納。在一封寫給哈耶克的信中，波普爾寫道：「我想我從你身上學到的東西可能超過所有其他在世的思想家。」（Hacohen，2000）波普爾將他的《猜想与反驳》（Conjectures and Refutations）獻給哈耶克，而哈耶克也將他的論文集《哲學、政治學與經濟學研究》（Studies in Philosophy, Politics, and Economics）獻給波普爾，並在1982年說道：「...自從他的Logik der Forschung在1934年出版以來，我徹底成為他的方法論理論的支持者。」波普爾也參加了培勒林山學會的開幕集會。儘管他們之間的友誼和互相賞識，但並沒有改變他們兩人在理論上的重要差異（Birner，2001）。
即使是在他死後，哈耶克的理論依然持續發揮影響力，尤其是在那些他曾經任教的大學裡：倫敦政治經濟學院、芝加哥大學、以及弗萊堡大學。許多在他去世後才發表的著作也進一步發揮影響力。在倫敦政治經濟學院，一個由學生組織的團體哈耶克社會便以他為名。在牛津大學也有哈耶克社會組織。而美國華盛頓特區影響力最大的智囊團之一的卡托研究所則將所內的一個演講廳以哈耶克為名。
类似比特币的超主权货币体系问世，受到了哈耶克的《货币非国家化》等哲學思想的启发。

### 哈耶克與保守主義
在1980年代和1990年代，隨著支持自由市場和小政府的新保守主義政府在美國、英國、加拿大等崛起，哈耶克的理論也受到特別的重視。這包括了美國隆納·雷根和英國柴契爾等，他們兩人在執政後當挑選了對哈耶克理論相當支持的人作為重要的經濟顧問和官職。在贏得1979年的大選後，柴契爾指派了哈耶克派的基思·約瑟夫擔任貿易及工業大臣，以矯正長期以來低迷不振的英國經濟政策。同樣的，許多隆納·雷根的經濟顧問也都是哈耶克的朋友。
不過，1960年作為《自由秩序原理》的出版後記，哈耶克寫下了一篇名為《為什麼我不是保守派》的文章，在文中哈耶克指出，自由主義和保守主義之間存在一些根本區別。他批評保守主義無法面對人類不斷改變的現實、而且無法提出積極性的政策計畫。他的批評首先是針對歐洲風格的保守主義，也就是長期以來基於社會穩定和傳統價值的反資本主義意識形態。哈耶克自認為是古典自由主義者，但他也注意到他在美國幾乎不可能以「自由派」一詞自稱，因為這一詞在美國早已因羅斯福的新政而被大眾與社會自由主義混淆。因此，在美國，哈耶克通常被描述為「自由意志主義者」，不過他自己則傾向於自稱為「老輝格」（Old Whig）。在哈耶克晚年的時候他曾說「我已經變成一個伯克派的輝格黨員了。」哈耶克的這篇文章對許多想要將自身與主流的保守派政治做區隔的古典自由主義經濟學家有很大影響，比如詹姆斯·M·布坎南便寫了一篇文章標題為「為什麼我也不是保守派：從規範上看古典自由主義的願景」。
儘管如此，仍有一些當代英美保守派認為哈耶克的哲學思想毫無疑問是屬於當代英美保守主義的傳統。比如英國的政策分析家马德森·皮里便寫了一篇標題為「為什麼哈耶克是保守派」的文章，他主張哈耶克誤解了保守主義的本質，並且說保守派並不是反對改變，而是如同哈耶克一般，只是反對那些透過政治權力施加本身願景到他人身上以藉此改變社會秩序的人。他認為保守派只是希望讓市場運作得更為順利，並且讓市場有空間可以自由的改變和發展，也因此他主張哈耶克其實也是保守派。

## 个人生活
哈耶克在1926年八月與他工作的政府部門的一位祕書海倫·伯塔·瑪麗亞·馮弗里奇結婚，他們後來生下兩個小孩。哈耶克後來在1950年7月於阿肯色州提出與海倫離婚，改娶了另一位女子海倫·比特利希。在宗教上，哈耶克是不可知論者。

## 评价与争议
約翰·梅納德·凱因斯委託他的好友皮耶羅·斯拉法公開回應哈耶克對他的景氣循環理論的挑戰。斯拉法並沒有針對哈耶克對凱恩斯的質疑而提出更新的理論架構，而是針對哈耶克所提出的奧地利經濟學派景氣循環理論本身做出批評，認為其中有許多互相衝突的地方，尤其是在通貨膨脹會引起對於資本產業「強迫存款」的部分，以及哈耶克對於「自然」利率的定義。其他批評哈耶克的景氣循環理論的經濟學家包括了約翰·希克斯、法蘭克·奈特等人。尼古拉斯·卡爾多說哈耶克的《價格與生產》一書在1932年出版時吸引了「大群的批評者」，而當時英國和美國學界期刊投入在此書引起的辯論上的文章數量，可以說是「沒有其他經濟學的爭論可以批敵的」。
哈耶克在1930年代的爭論後仍繼續他在貨幣和資本理論上的研究，但他身為經濟學理論家的名聲卻因此幾十年一蹶不起，並且在學界逐漸受到忽略，除了尼古拉斯·卡爾多仍然會定期對他發表的作品提出批評外。曾經支持哈耶克的羅賓斯爵士後來也改支持凱恩斯的理論解釋。米爾頓·傅利曼說他本人「是哈耶克的熱衷仰慕者，但卻不欣賞他的經濟學理論。我認為《價格與生產》是一本很錯誤的書，他後來發表的《纯资本理论（Pure Theory of Capital）》也是不可靠的。但我認為他的《通往奴役之路》是我們這個時代最偉大的一本書之一。」
哈耶克雖然自稱是自由主義者而並非保守主義者，但是學術界一般認為其是保守主義的典型代表，他的思想也大多是被各國的保守主義政黨采納。許多馬克思主義者、社會民主主義者批判哈耶克的資本主義體系，他們反對削減社會福利、支持政府對市場經濟運行的合理干預和對個私人企業的合理管制。而哈耶克主張打壓工會，恰恰是違背經濟自由的。此外哈耶克對民主制度持懷疑態度，他認為，民主會破壞市場的機制，而市場機制乃至於市場機制構成的社會是最能保障自由的，他認為自由和民主是矛盾的。經濟自由和政治自由應當是互為依存、互為保障的關系，而哈耶克雖然強調經濟自由但卻對政治自由不夠重視，甚至反對將政治参與擴大到社會中下層，在他的《通往奴役之路》中說：「民主本質上只是一種手段，一種保障國內安定和個人自由的實用措施。它本身絕不是一貫正確和可靠無疑的。我們絕不能忘記，在一個專制統治下往往比在某些民主制度下存在更多文化和精神自由——至少可以想像一個高度同質化和教條的多數民主政府其統治的壓迫程度，或許並不亞於最壞的獨裁統治。」這样的思想傾向使得他對皮諾切特、薩拉查、佛朗哥等右翼獨裁者持贊賞態度，為南非種族隔離制度辯護，甚至將《自由憲章》贈送給薩拉查並附言：你看了我這本書，你就知道怎麼對付那些喜歡講民主的人了。這與古典自由主義支持民主和人權的理念相差甚遠。